# Wereldkampioenschappen kunstschaatsen 1993
De Wereldkampioenschappen kunstschaatsen is een evenement dat georganiseerd wordt door de Internationale Schaatsunie.
Het WK toernooi van 1993 vond plaats in Praag, Tsjechië. Eerder werden de kampioenschappen van 1939 (voor de vrouwen) en 1962 ook in Praag gehouden.
Voor de mannen was het de 83e editie, voor de vrouwen de 73e editie, voor de paren de 71e editie, en voor de ijsdansers de 41e editie.

## Historie
De Duitse en Oostenrijkse schaatsbond, verenigd in de "Deutscher und Österreichischer Eislaufverband", organiseerden zowel het eerste EK Schaatsen voor mannen als het eerste EK Kunstrijden voor mannen in 1891 in Hamburg, Duitsland, nog voor het ISU in 1892 werd opgericht. De internationale schaatsbond nam in 1892 de organisatie van het EK Kunstrijden over. In 1895 werd besloten voortaan de Wereldkampioenschappen kunstschaatsen te organiseren en kwam het EK te vervallen. In 1896 vond de eerste editie voor de mannen plaats. Vanaf 1898 vond toch weer een herstart plaats van het EK Kunstrijden.
In 1906, tien jaar na het eerste WK voor de mannen, werd het eerste WK voor de vrouwen georganiseerd en twee jaar later, in 1908, vond het eerste WK voor de paren plaats. In 1952 werd de vierde discipline, het WK voor de ijsdansers, eraan toegevoegd.
Er werden geen kampioenschappen gehouden tijdens en direct na de Eerste Wereldoorlog (1915-1921) en tijdens en direct na de Tweede Wereldoorlog (1940-1946) en in 1961 vanwege de Sabena vlucht 548 vliegtuigramp op 15 februari op Zaventem waarbij alle passagiers, waaronder de voltallige Amerikaanse delegatie voor het WK kunstrijden op weg naar Praag, om het leven kwamen.

## Deelname
Er nam deelnemers uit een recordaantal van 42 landen deel aan deze kampioenschappen. Zij vulden eveneens een recordaantal van 140 startplaatsen in. Vier landen kwamen dit jaar voor het eerst met  één of meerdere deelnemers uit op de kampioenschappen. Naast Israël namen de voormalige Sovjet-republieken Georgië, Kazachstan en Wit-Rusland deel.
Voor België nam Alice Sue Claeys voor de tweede keer deel bij de vrouwen, ze kwalificeerde zich voor de afsluitende vrije kür, maar was genoodzaakt zich hiervoor terugtrekken.
Voor Nederland debuteerde Marcus Deen in het mannentoernooi, hij was de vierde Nederlander die bij de mannen uitkwam, Wouter Toledo (1963, 1964), Ed van Campen (1982) en Alcuin Schulten (1990) waren hem voorgegaan. In het vrouwentoernooi nam debutante Monique van der Velden deel,  zij was de elfde Nederlandse vrouw die hier aan deelnam.
(Tussen haakjes het totaal aantal startplaatsen over de disciplines.)
| Rusland (10) Canada (9) Verenigde Staten (9) Frankrijk (7) Duitsland (6) Tsjecho-Slowakije (6) China (4) Italië (4) Japan (4) | Letland (4) Oekraïne (4) Polen (4) Verenigd Koninkrijk (4) Wit-Rusland (4) Zuid-Afrika (4) Zwitserland (4) Australië (3) Bulgarije (3) | Finland (3) Hongarije (3) Kazachstan (3) Oostenrijk (3) Denemarken (2) Estland (2) Griekenland (2) Israël (2) | Kroatië (2) Litouwen (2) Nederland (2) Nieuw-Zeeland (2) Noorwegen (2) Oezbekistan (2) Slovenië (2) Spanje (2) | Taiwan (2) Zuid-Korea (2) Zweden (1) België (1) Georgië (1) Joegoslavië (1) Mexico (1) Roemenië (1) |

## Medailleverdeling
Bij de mannen veroverde Kurt Browning zijn vierde wereldtitel, ook in 1989, 1990, 1991 werd hij wereldkampioen. Het was zijn vijfde opeenvolgende medaille, in 1992 werd hij tweede. Voor Elvis Stojko op de tweede plaats was het zijn tweede medaille, in 1992 werd hij derde. Alexei Urmanov op de derde plaats veroverde zijn eerste WK medaille.
Bij de vrouwen veroverde debutante Oksana Baiul de wereldtitel. Het was de tweede wereldtitel bij het kunstschaatsen voor Oekraïne, in 1992 werd Viktor Petrenko wereldkampioen bij de mannen. Surya Bonaly op plaats twee veroverde haar eerste WK medaille, zij was de derde Française die bij de vrouwen op het erepodium plaats nam. Jacqueline du Bief (in 1951 tweede, in 1952 wereldkampioen) en Nicole Hassler (derde in 1963) waren haar voor gegaan. Chen Lu op de derde plaats veroverde haar tweede medaille, ook in 1992 werd ze derde.
Bij het paarrijden veroverden Isabelle Brasseur / Lloyd Eisler de wereldtitel, het was hun vierde opeenvolgende WK medaille, in 1990, 1991 werden ze  tweede en in 1992 derde. Voor de paren op de plaatsen twee en drie, Mandy Wötzel / Ingo Steuer en Yevgenya Shishkova / Vadim Naumov was het hun eerste WK medaille.
Bij het ijsdansen stonden voor de vijfde keer drie paren uit hetzelfde land op het erepodium. In 1955, 1956 en 1968 waren het Britse paren, in 1992 en dit jaar drie paren uit Rusland. Maya Usova / Alexander Zhulin veroverden de wereldtitel, het was hun vijfde medaille, in 1989 en 1992 werden zij tweede, in 1990 en 1991 derde. Voor Oksana Grishuk / Jevgeni Platov op de tweede plaats was het hun tweede medaille, in 1992 werden zij derde. Voor Anjelika Krylova / Vladimir Fedorov op de derde plaats was het hun eerste medaille.
| Discipline | Goud ·                           | Zilver ·                        | Brons ·                             |
| ---------- | -------------------------------- | ------------------------------- | ----------------------------------- |
| Mannen     | Kurt Browning                    | Elvis Stojko                    | Alexei Urmanov                      |
| Vrouwen    | Oksana Bajoel                    | Surya Bonaly                    | Chen Lu                             |
| Paren      | Isabelle Brasseur / Lloyd Eisler | Mandy Wötzel / Ingo Steuer      | Yevgenya Shishkova / Vadim Naumov   |
| IJsdansen  | Maya Usova / Alexander Zhulin    | Oksana Grishuk / Jevgeni Platov | Anjelika Krylova / Vladimir Fedorov |

## Uitslagen

### Mannen / Vrouwen
| Mannen                 | Mannen               | Mannen                           | Mannen   | Mannen | Mannen | Mannen |
| #                      | naam                 | land                             | deelname |        |        |        |
| ---------------------- | -------------------- | -------------------------------- | -------- | ------ | ------ | ------ |
| Goud                   | Kurt Browning        | Vlag van Canada                  | 7        |        |        |        |
| Zilver                 | Elvis Stojko         | Vlag van Canada                  | 4        |        |        |        |
| Brons                  | Alexei Urmanov       | Vlag van Rusland                 | 3        |        |        |        |
| 4                      | Mark Mitchell        | Vlag van Verenigde Staten        | 2 (4)    |        |        |        |
| 5                      | Philippe Candeloro   | Vlag van Frankrijk               | 3        |        |        |        |
| 6                      | Scott Davis          | Vlag van Verenigde Staten        | 1        |        |        |        |
| 7                      | Eric Millot          | Vlag van Frankrijk               | 2        |        |        |        |
| 8                      | Masakaru Kagiyama    | Vlag van Japan                   | 3        |        |        |        |
| 9                      | Cornel Gheorghe      | Vlag van Roemenië                | 4        |        |        |        |
| 10                     | Marcus Christensen   | Vlag van Canada                  | 1        |        |        |        |
| 11                     | Oleg Tataurov        | Vlag van Rusland                 | 1        |        |        |        |
| 12                     | Dmitri Dmitrenko     | Vlag van Oekraïne                | 1        |        |        |        |
| 13                     | Konstantin Kostin    | Vlag van Letland                 | 2        |        |        |        |
| 14                     | Igor Pashkevich      | Vlag van Rusland                 | 1        |        |        |        |
| 15                     | Ronny Winkler        | Vlag van Duitsland               | 3        |        |        |        |
| 16                     | Oula Jaaskelainen    | Vlag van Finland                 | 9        |        |        |        |
| 17                     | Michael Tyllesen     | Vlag van Denemarken              | 2        |        |        |        |
| 18                     | Steven Cousins       | Vlag van Verenigd Koninkrijk     | 4        |        |        |        |
| 19                     | Michael Shmerkin     | Vlag van Israël                  | 1        |        |        |        |
| 20                     | Jung Sung-il         | Vlag van Zuid-Korea              | 5        |        |        |        |
| 21                     | Yueming Liu          | Vlag van China                   | 1        |        |        |        |
| 22                     | Jaroslav Suchy       | Vlag van Tsjechië                | 1        |        |        |        |
| 23                     | Jan Erik Digernes    | Vlag van Noorwegen               | 4        |        |        |        |
| 24                     | Alexandre Mouraschko | Vlag van Wit-Rusland             | 1        |        |        |        |
| Vrije kür niet bereikt |                      |                                  |          |        |        |        |
| 25                     | Ratislav Vnucko      | Vlag van Tsjechië                | 1        |        |        |        |
| 26                     | Roman Martonenko     | Vlag van Estland                 | 1        |        |        |        |
| 27                     | Robert Grzegorczyk   | Vlag van Polen                   | 1        |        |        |        |
| 28                     | Szabolcs Vidrai      | Vlag van Hongarije               | 1        |        |        |        |
| 29                     | Nicolas Binz         | Vlag van Zwitserland             | 1        |        |        |        |
| 30                     | Jan Cejvan           | Vlag van Slovenië                | 1        |        |        |        |
| 31                     | Marcus Deen          | Vlag van Nederland               | 1        |        |        |        |
| 32                     | Sergei Umirov        | Vlag van Kazachstan              | 1        |        |        |        |
| 33                     | Christopher Blong    | Vlag van Nieuw-Zeeland           | 2        |        |        |        |
| 34                     | Harris Haita         | Vlag van Griekenland             | 1        |        |        |        |
| 35                     | Stephen Carr         | Vlag van Australië               | 2 (9)    |        |        |        |
| 36                     | Dino Quattrocecere   | Vlag van Zuid-Afrika (1928-1982) | 2        |        |        |        |
| 37                     | Fabrizio Garattoni   | Vlag van Italië                  | 1        |        |        |        |
| 38                     | David Liu            | Vlag van Taiwan                  | 5        |        |        |        |
| 39                     | Daniel Feinado       | Vlag van Spanje                  | 1        |        |        |        |
| 40                     | Florian Tuma         | Vlag van Oostenrijk              | 1        |        |        |        |
| 41                     | Bessarion Tsintsadze | Vlag van Georgië                 | 1        |        |        |        |
| 42                     | Tomislav Cizmesija   | Vlag van Kroatië                 | 5        |        |        |        |
| 43                     | Emanuele Ancorini    | Vlag van Zweden                  | 1        |        |        |        |
| 44                     | Ivan Dinev           | Vlag van Bulgarije               | 2        |        |        |        |

| Vrouwen                | Vrouwen                | Vrouwen                          | Vrouwen  | Vrouwen | Vrouwen | Vrouwen |
| #                      | naam                   | land                             | deelname |         |         |         |
| ---------------------- | ---------------------- | -------------------------------- | -------- | ------- | ------- | ------- |
| Goud                   | Oksana Bajoel          | Vlag van Oekraïne                | 1        |         |         |         |
| Zilver                 | Surya Bonaly           | Vlag van Frankrijk               | 5        |         |         |         |
| Brons                  | Chen Lu                | Vlag van China                   | 3        |         |         |         |
| 4                      | Yuka Sato              | Vlag van Japan                   | 3        |         |         |         |
| 5                      | Nancy Kerrigan         | Vlag van Verenigde Staten        | 3        |         |         |         |
| 6                      | Marina Kielmann        | Vlag van Duitsland               | 5        |         |         |         |
| 7                      | Tanja Szewczenko       | Vlag van Duitsland               | 1        |         |         |         |
| 8                      | Karen Preston          | Vlag van Canada                  | 3        |         |         |         |
| 9                      | Josee Chouinard        | Vlag van Canada                  | 3        |         |         |         |
| 10                     | Lenka Kulovana         | Vlag van Tsjechië                | 2        |         |         |         |
| 11                     | Marie-Pierre Leray     | Vlag van Frankrijk               | 1        |         |         |         |
| 12                     | Charlene Von Saher     | Vlag van Verenigd Koninkrijk     | 2        |         |         |         |
| 13                     | Lisa Ervin             | Vlag van Verenigde Staten        | 1        |         |         |         |
| 14                     | Zuzanna Szwed          | Vlag van Polen                   | 3        |         |         |         |
| 15                     | Krisztina Czako        | Vlag van Hongarije               | 2        |         |         |         |
| 16                     | Zhang Bo               | Vlag van China                   | 1        |         |         |         |
| 17                     | Victoria Dimitrova     | Vlag van Bulgarije               | 2        |         |         |         |
| 18                     | Mila Kajas             | Vlag van Finland                 | 3        |         |         |         |
| 19                     | Nathalie Krieg         | Vlag van Zwitserland             | 2        |         |         |         |
| 20                     | Anisette Torp-Lind     | Vlag van Denemarken              | 6        |         |         |         |
| 21                     | Cristina Mauri         | Vlag van Italië                  | 1        |         |         |         |
| 22                     | Marta Andrade          | Vlag van Spanje                  | 2        |         |         |         |
| 23                     | Liu Xiu                | Vlag van China                   | 1        |         |         |         |
| -                      | Alice Sue Claeys       | Vlag van België                  | 2        | t.z.t.  |         |         |
| Vrije kür niet bereikt |                        |                                  |          |         |         |         |
| 25                     | Olga Vassiljeva        | Vlag van Estland                 | 2        |         |         |         |
| 26                     | Tamara Heggen          | Vlag van Australië               | 3        |         |         |         |
| 27                     | Joanna Ng              | Vlag van Taiwan                  | 1        |         |         |         |
| 28                     | Mocja Kopac            | Vlag van Slovenië                | 2        |         |         |         |
| 29                     | Anne-Marie Stiderhouu  | Vlag van Zweden                  | 1        |         |         |         |
| 30                     | Andrea Kus             | Vlag van Oostenrijk              | 1        |         |         |         |
| 31                     | Tatiana Malinina       | Vlag van Oezbekistan             | 1        |         |         |         |
| 32                     | Marianne Aarnes        | Vlag van Noorwegen               | 1        |         |         |         |
| 33                     | Sandra Brajdic         | Vlag van Joegoslavië             | 1        |         |         |         |
| 34                     | Mayda Navarro          | Vlag van Mexico                  | 1        |         |         |         |
| 35                     | Jalina Kakadyl         | Vlag van Kazachstan              | 1        |         |         |         |
| 36                     | Junko Yaginuma         | Vlag van Japan                   | 6        |         |         |         |
| 37                     | Lily Lyoonjung Lee     | Vlag van Zuid-Korea              | 5        |         |         |         |
| 38                     | Maria Boetyrskaja      | Vlag van Rusland                 | 1        |         |         |         |
| 39                     | Tonia Kwiatkowski      | Vlag van Verenigde Staten        | 1        |         |         |         |
| 40                     | Melita Juratek         | Vlag van Kroatië                 | 1        |         |         |         |
| 41                     | Monique van der Velden | Vlag van Nederland               | 1        |         |         |         |
| 42                     | Alma Lepina            | Vlag van Letland                 | 2        |         |         |         |
| 43                     | Lauryna Slavinskaite   | Vlag van Litouwen                | 1        |         |         |         |
| 44                     | Inna Ovsiannikova      | Vlag van Wit-Rusland             | 1        |         |         |         |
| 45                     | Rosanna Blong          | Vlag van Nieuw-Zeeland           | 3        |         |         |         |
| 46                     | Kim Haris              | Vlag van Zuid-Afrika (1928-1982) | 1        |         |         |         |

### Paren / IJsdansen
| Goud   | Isabelle Brasseur Lloyd Eisler          | Vlag van Canada                  | 6 / 10    |        |
| Zilver | Mandy Wötzel Ingo Steuer                | Vlag van Duitsland               | 3         |        |
| Brons  | Yevgenya Shishkova Vadim Naumov         | Vlag van Rusland                 | 3         |        |
| 4      | Radka Kovaříková René Novotný           | Vlag van Tsjechië                | 4 / 8     |        |
| 5      | Jenni Meno Todd Sand                    | Vlag van Verenigde Staten        | 3 / 4     |        |
| 6      | Marina Eltsova Andrei Bushkov           | Vlag van Rusland                 | 1         |        |
| 7      | Michelle Menzies Jean-Michel Bombardier | Vlag van Canada                  | 1 / 2     |        |
| 8      | Calla Urbanski Rocky Marval             | Vlag van Verenigde Staten        | 3         |        |
| 9      | Leslie Monod Cedric Monod               | Vlag van Zwitserland             | 2         |        |
| 10     | Jodeyne Higgins Sean Rice               | Vlag van Canada                  | 1         |        |
| 11     | Danielle Carr Stephen Carr              | Vlag van Australië               | 9         |        |
| 12     | Peggy Schwarz Alexander König           | Vlag van Duitsland               | 5         |        |
| 13     | Svetlana Pristav Viatsjeslav Tasjenko   | Vlag van Oekraïne                | 1         |        |
| 14     | Elena Berezhnaya Oleg Sliakhov          | Vlag van Letland                 | 1         |        |
| 15     | Oksana Kazakova Dmitri Suchanov         | Vlag van Rusland                 | 1         |        |
| 16     | Jacqueline Soames John Jenkins          | Vlag van Verenigd Koninkrijk     | 1 (2) / 1 |        |
| 17     | Beata Zielinska Mariusz Siudek          | Vlag van Polen                   | 1         |        |
| 18     | Elena Grigoreva Sergei Sheiko           | Vlag van Wit-Rusland             | 1         |        |
| 19     | Sarah Abitbol Stephane Bernadis         | Vlag van Frankrijk               | 1         |        |
| 20     | Claire Auret Christoff van Rensburg     | Vlag van Zuid-Afrika (1928-1982) | 1         |        |
| -      | Elaine Asanakis Mark Naylor             | Vlag van Griekenland             | 2         | t.z.t. |

| IJsdansen              | IJsdansen                               | IJsdansen                        | IJsdansen | IJsdansen | IJsdansen | IJsdansen |
| #                      | naam                                    | land                             | deelname  |           |           |           |
| ---------------------- | --------------------------------------- | -------------------------------- | --------- | --------- | --------- | --------- |
| Goud                   | Maia Usova Alexander Zhulin             | Vlag van Rusland                 | 5         |           |           |           |
| Zilver                 | Oksana Grishuk Jevgeni Platov           | Vlag van Rusland                 | 4 / 5     |           |           |           |
| Brons                  | Angelika Krylova Vladimir Fedorov       | Vlag van Rusland                 | 1         |           |           |           |
| 4                      | Susanna Rahkamo Petri Kokko             | Vlag van Finland                 | 7         |           |           |           |
| 5                      | Sophie Moniotte Pascal Lavanchy         | Vlag van Frankrijk               | 2         |           |           |           |
| 6                      | Stefania Calegari Pasquale Camerlengo   | Vlag van Italië                  | 6         |           |           |           |
| 7                      | Irina Romanova Igor Jarosjenko          | Vlag van Oekraïne                | 1         |           |           |           |
| 8                      | Katerina Mrazova Martin Simecek         | Vlag van Tsjechië                | 3 / 4     |           |           |           |
| 9                      | Tatjana Navka Samuel Gezolian           | Vlag van Wit-Rusland             | 1         |           |           |           |
| 10                     | Aliki Stergiadu Jurijs Razgouliajev     | Vlag van Oezbekistan             | 2         |           |           |           |
| 11                     | Rene Rocha Gorsha Sur                   | Vlag van Verenigde Staten        | 1         |           |           |           |
| 12                     | Jennifer Goolsbee Hendryk Schamberger   | Vlag van Duitsland               | 3 / 7     |           |           |           |
| 13                     | Margarita Drobiazko Povilas Vanagas     | Vlag van Litouwen                | 2         |           |           |           |
| 14                     | Shae-Lynn Bourne Victor Kraatz          | Vlag van Canada                  | 1         |           |           |           |
| 15                     | Susan Wynne Russ Witherby               | Vlag van Verenigde Staten        | 4 / 6     |           |           |           |
| 16                     | Irina Le Bed Alexandre Pitoon           | Vlag van Frankrijk               | 1         |           |           |           |
| 17                     | Marika Humphreys Justin Lanning         | Vlag van Verenigd Koninkrijk     | 1         |           |           |           |
| 18                     | Regina Woodward Csaba Szentpetery       | Vlag van Hongarije               | 3 / 5     |           |           |           |
| 19                     | Elizaveta Stekolnikova Dmitri Kazarliga | Vlag van Kazachstan              | 1         |           |           |           |
| 20                     | Radmilla Chrobokova Milan Brzy          | Vlag van Tsjechië                | 1 / 2     |           |           |           |
| 21                     | Agnieszka Domanska Marcin Glowacki      | Vlag van Polen                   | 2         |           |           |           |
| 22                     | Barbara Fusar-Poli Alberto Reani        | Vlag van Italië                  | 1         |           |           |           |
| 23                     | Angelika Fuhring Peter Wilczek          | Vlag van Oostenrijk              | 1         |           |           |           |
| 24                     | Diane Gerencser Alexander Stanislav     | Vlag van Zwitserland             | 4 / 1     |           |           |           |
| Vrije kür niet bereikt |                                         |                                  |           |           |           |           |
| 25                     | Kayo Shirahata Horoshi Tanaka           | Vlag van Japan                   | 1         |           |           |           |
| 26                     | Albena Denkova Hristo Nikolov           | Vlag van Bulgarije               | 2 / 3     |           |           |           |
| 27                     | Jelena Trocenko Erik Samovich           | Vlag van Letland                 | 1         |           |           |           |
| 28                     | Tamara Ruby Konstantin Kaplan           | Vlag van Israël                  | 1         |           |           |           |
| 29                     | Richelle van der Riet Nestor van Eeden  | Vlag van Zuid-Afrika (1928-1982) | 1         |           |           |           |